# Чемпіонат світу з трекових велоперегонів 1913
Чемпіонат світу з трекових велоперегонів 1913 проходив у двох містах Німецької імперії: у Берліні 23 та 24 серпня провели гонки серед аматорів, а з 28 по 31 серпня у Лейпцигу змагалися професіонали.

## Медалісти

### Чоловіки
Професіонали
| Дисципліна       | Золото       | Срібло             | Бронза          |
| Спринт           | Вальтер Рутт | Торвальд Еллегаард | Андре Першикот  |
| Гонка за лідером | Поль Гіньяр  | Жуль Мікель        | Ріхард Шоєрманн |

Аматори
| Дисципліна       | Золото       | Срібло     | Бронза         |
| Спринт           | Вільям Бейлі | Гаррі Раян | Крістель Роде  |
| Гонка за лідером | Леон Мередіт | Алекс Баєр | Кор Блекемолен |

## Загальний медальний залік
| Місце  | Країна           | Золото | Срібло | Бронза | Загалом |
| ------ | ---------------- | ------ | ------ | ------ | ------- |
| 1      | Велика Британія  | 2      | 1      |        | 3       |
| 2      | Німецька імперія | 1      | 1      | 2      | 4       |
| 3      | Франція          | 1      | 1      | 1      | 3       |
| 4      | Данія            |        | 1      |        | 1       |
| 5      | Нідерланди       |        |        | 1      | 1       |
| Всього | Всього           | 4      | 4      | 4      | 12      |